# Alfa (empresa)
El Grup empresarial Alfa és un grup industrial metal·lúrgic situat a la ciutat guipuscoana d'Eibar al País Basc. És mundialment coneguda pel que fou el seu producte capdavanter, les màquines de cosir, però molt diversificada i amb àrees tecnològicament molt avançades com la microfusió d'alumini.

## Història
Alfa va néixer com un projecte cooperativista pioner tant al País Basc com a Espanya el 28 d'octubre de 1920. Cal buscar-ne les seves arrels en les lluites obreres que el sindicat Unió General de Treballadors i el Partit Socialista Obrer Espanyol van liderar a Eibar al començament de l'any 1920. Una llarga vaga produïda en la vila armera va servir de catalitzador perquè un grup d'obrers afiliats i propers a la UGT es decidís a organitzar una societat cooperativa. Era també una experiència nova dins del socialisme espanyol. Com no podia ser d'una altra forma, els productes que van decidir fabricar van ser les armes. Van fundar la Sociedad Anónima Cooperativa Mercantil y de Producción de Armas de Fuego, Alfa amb un capital social de 300.000 ptes.
El primer consell d'administració el van formar els treballadors Joaquín Tellería, com a president; Eusebio Alustiza, com a secretari; Benito del Barrio, com a tresorer; Florenco Alonso, vocal; Telesforo Ocamica, vocal; José Barrutia, vocal i Diego Osa, vocal.

### De les armes a la màquina de cosir

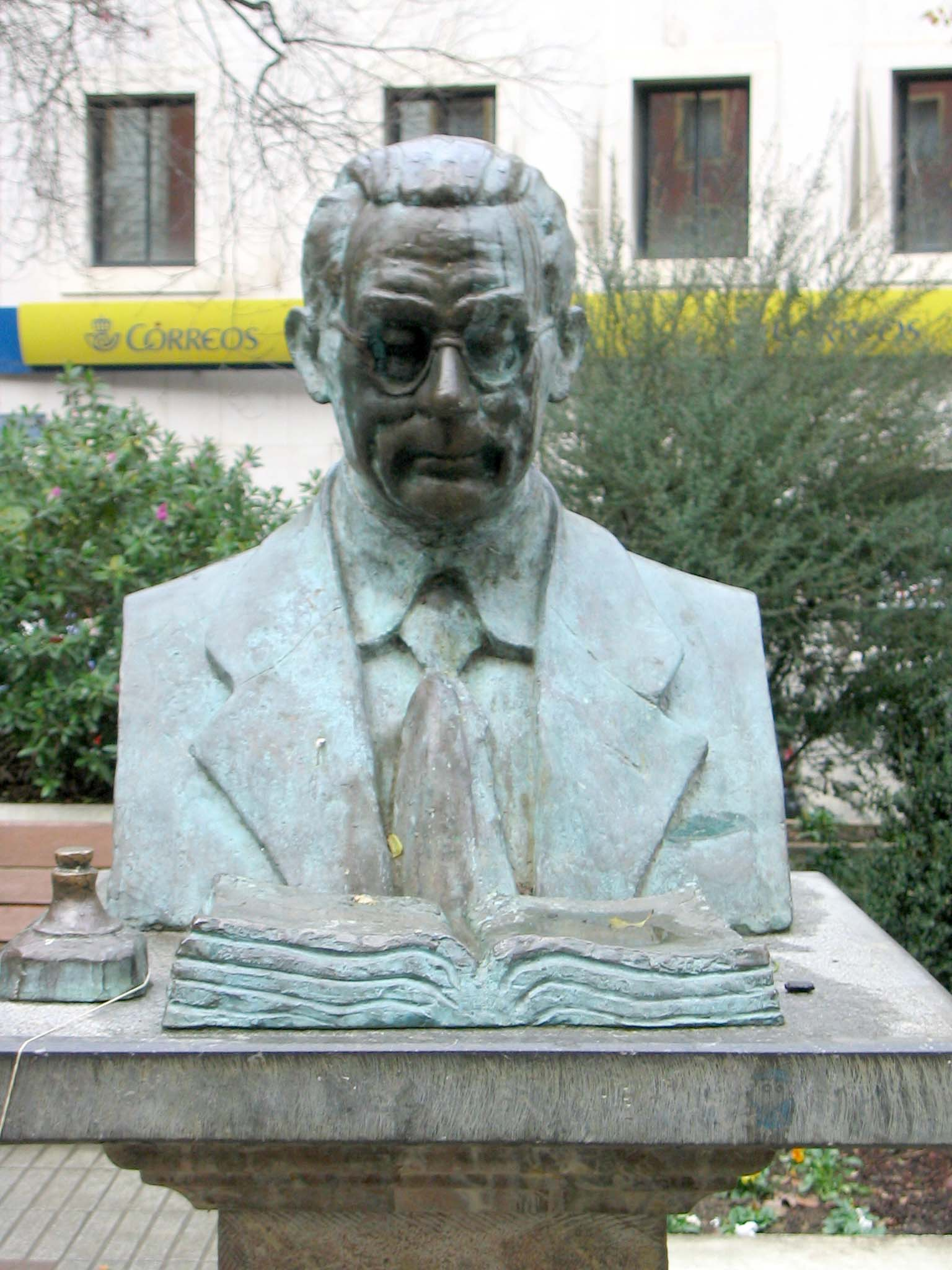
Bust de Toribio Etxebarria, gerent d'Alfa durant la primera dècada d'existència de l'empresa.

Els primers tallers es van establir en les antigues instal·lacions de Kirikixuanekua i produïen revòlvers Smith Wesson de calibre 32 i 38. La crisi del sector armer els va obligar a buscar altres productes i el 4 de febrer de 1925 decidiren la fabricació de màquines de cosir, que seria el seu producte principal fins a la crisi dels anys vuitanta del segle xx. Per llavors ja s'havia construït una nova seu al carrer del passeig San Andrés on va romandre fins als primers anys del segle xxi quan es va canviar a la seva nova seu al carrer "Torrekua" ocupant els terrenys de l'antiga Star. L'elecció i la preparació del producte va ser reeixida i impuls a l'empresa a ser la primera productora de màquines de cosir d'Espanya. És de ressaltar el paper jugat en aquesta etapa per Toribio Etxebarria Ibarbia que va ser gerent de l'empresa en aquest temps.
La introducció de la màquina de cosir es va realitzar molt lentament. Si en 1925 van començar la producció d'aquest producte, dos anys després, en 1927, produïen 175 unitats anualment. Quan en 1928 l'Estat li encarrega 880 màquines per equipar les escoles nacionals d'ensenyament femení la fama d'Alfa era ja reconeguda. Poc després ja era capaç de fabricar més de 12.000 unitats anualment.
En 1932 abandona la producció d'armes i canvia de denominació passant a anomenar-se Sociedad Anónima Cooperativa ALFA.

### Després de la guerra civil
La guerra va delmar la cooperativa. Amb els seus treballadors morts o perseguits, el sindicat i el partit proscrits, les instal·lacions destruïdes, car Eibar havia estat una zona d'intensos combats. Un any després de la fi de la guerra, en 1940, amb ajuda del Banc de San Sebastián es reconstruí l'empresa. El novembre de 1940 de duu a terme la cessió de béns de l'antiga "Sociedad Anónima Cooperativa Alfa" a favor de la nova societat "Máquinas de Coser Alfa, S.A.".
Aprofitant que la Guerra Europea mantenia a la potent indústria de la màquina de cosir, especialment a Singer, ocupada amb la producció d'armament, Alfa cobreix l'espai deixat per elles i arriba a fabricar aquest mateix any de la seva reinauguració fins a 50.000 unitats.
En 1953 s'inaugura la fosa, la microfusió a la cera perduda (una de les pionera a Europa) i engega dos grans màquines transferts emprenent amb això un ampli desenvolupament en totes l'àrees i diversificant les seves producció.
S'inicia l'exportació de màquines de cosir en 1946 arribant a establir una xarxa comercial pròpia en els anys seixanta que incloïa organitzacions comercials pròpies a Anglaterra i França i una planta industrial a Mèxic i distribuint el producte en més de 70 països. A la fi dels anys seixanta i començament dels setanta desenvolupa una diversificació de productes i de participació amb altres empreses (Mobles Zarautz, Serveta Industrial S.A, Revestiment de Polièster...) mantenint sempre la màquina de cosir com a referència. La inauguració de la nova planta de microfusió, en 1975, va marcar el punt alt del desenvolupament de la societat que es remata amb la planta de microfusió d'alumini.
Alfa es va convertir en l'empresa més important de la ciutat d'Eibar mantenint el seu caràcter cooperatiu i social. Alhora que creixia es desenvolupaven una sèrie de serveis socials i beneficis per als seus treballadors. Concretament disposaven:

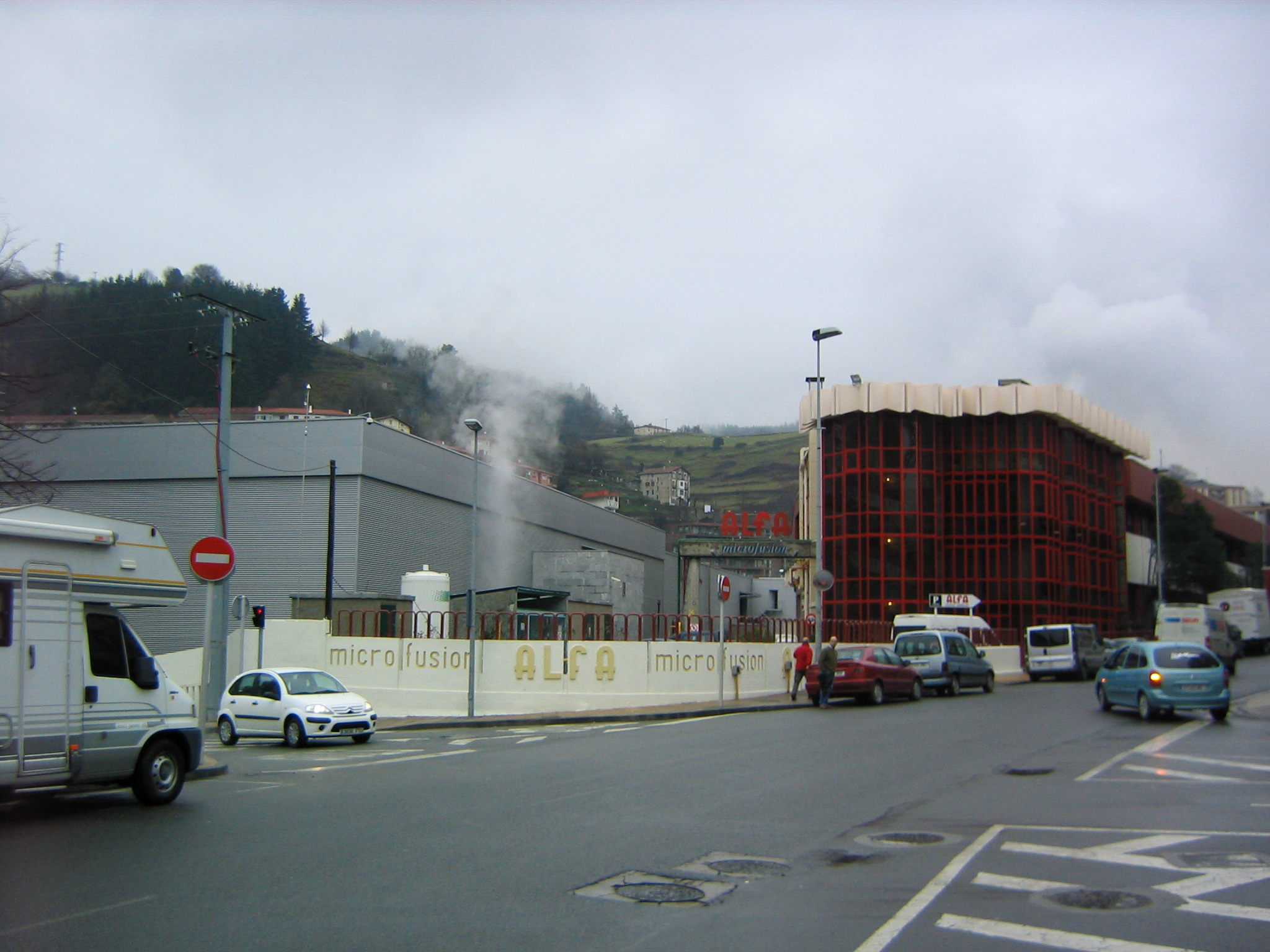
Alfa microfusió.

- Fons per a finalitats Benèfiques Socials en 1931.
- Caixa de previsió i Socors per a obrers i empleats en 1941.
- Caixa de previsió Laboral de Màquines de Cosir Alfa en 1947.
- Habitatges.
- Patronat d'Escoles Primàries.
- Residència.
- Menjadors.
- Economat.
- Biblioteca.
- Colònia d'estiueig per als nens a Ondarroa.

### La crisi
A la fi dels vuitanta el mercat de la màquina de cosir entra en crisi. Crisi que ve a unir-se a la crisi industrial que s'havia deslligat en la dècada anterior, especialment virulenta al País Basc. Alfa comença a perdre ocupacions, es recorregué a expedients de crisi i a tancaments temporals de la producció, es tanquen els serveis als treballadors i venen els immobles. Les línies de microfusió i fosa són les que mantenen al Grup. Els treballadors es veuen obligats a posar capital i a vendre part de les empreses del Grup.
Al final, ja en els noranta i amb la participació de capital privat es reestructura totalment l'empresa, es deixa la fabricació de màquines de cosir, es manté el producte com a referent històric però deixa de ser el bàsic, s'inaugura la fosa de bronze per a artistes (Alfa art S.A.) i es ven la seu i els vells tallers per a la ubicació d'habitatges i centres comercials. Es construeix una nova seu i tallers en els terrenys de l'antiga fàbrica d'armes Star i s'emprèn de nou el camí remuntant, a poc a poc la crisi.

### Sistema d'adjudicació d'accions
El sistema utilitzat per a l'adjudicació i venda d'accions ha estat un punt d'interès per als investigadors de la història industrial de Guipúscoa. Aquest sistema es realitza de la següent forma: cada obrer ingressava amb un mínim d'accions que tenien un valor nominal determinat segons el moment. Per al pagament de les mateixes el treballador estava obligat a designar una part del seu sou mensual. La venda de les accions, quan un treballador deixava de pertànyer a l'empresa, es realitzava donant preferència als obrers més antics. Amb això s'aconseguia que el capital estigués repartit entre els mateixos treballadors.

### Arquitectura de les antigues instal·lacions
Les antigues instal·lacions d'Alfa, per la seva magnitud i importància, van marcar una època en l'arquitectura industrial eibarresa. Les característiques orogràfiques d'Eibar, situada a l'estreta vall del riu Ego amb molt poc terreny propici disponible obliguen a realitzar una construcció industrial en vertical i salvant les irregularitats del terreny en parcel·les amb moltes dificultats orogràfiques en tenir importants desnivells.
En 1928 Alfa abandona els seus antics tallers del carrer Vista Alegre i es trasllada a un nou edifici situat en una àmplia parcel·la a la vora de l'Ego limitat pel carrer San Andrés, les vies del ferrocarril i els carrers Isasi i Barrenengua. Aquesta parcel·la aquesta croada pel riu i manté un fort pendent cap a la part sud, cap al carrer Isasi. En aquest solar es desenvoluparà la part més important de les edificacions d'Alfa. Va arribar a albergar fins a onze pavellons que van ser construïts en diferents èpoques ocupant una superfície de 18.959,12 m² dels quals 3.384 pertanyien al terreny guanyat cobrint el riu el 1951.
El primer edifici construït es va realitzar en 1928 i va ser obra de l'arquitecte Augusto Aguirre. Aquest edifici, construït en formigó armat, constava de tres plantes que tenien grans finestrals correguts que buscaven aprofitar la llum natural. L'interior era diàfan per a la millor disposició de la maquinària i els llocs de treball. La façana deixava veure l'estructura de formigó amb l'encreuament de les columnes i bigues que entre elles albergaven les finestres sense donar gairebé protagonismes als murs. L'entrada principal estava en l'extrem esquerre, la part més propera al centre de la vila, i el cos que ocupava tenia un tractament diferent a la resta. Aquest cos estava coronat amb un frontó corb i la finestra del primer pis mantenia aquesta forma. En el frontó es llegia la paraula "Talleres" i sobre la finestra del primer pis la marca "ALFA". L'edifici estava preparat per a futures ampliacions verticals. Aguirre va decorar en el seu projecte la façana principal amb una sèrie de pilastres, aquesta decoració no va ser realitzada en la construcció definitiva.
Després de la Guerra Civil, en 1943, es van realitzar importants reformes al vell edifici d'Aguirre, el qual havia quedat molt afectat per la contesa. Es van afegir tres plantes més i es va construir un pavelló annex. En 1951 es comença la construcció de la foneria, que seria inaugurada en 1953 i ampliada dos anys després. En 1956 es realitza la construcció de l'edifici d'oficines que s'inaugura l'any següent.
La irregularitat del solar va fer que els diferents edificis, construïts sense un pla previ sinó segons les necessitats, s'haguessin d'adaptar modificant el nombre de plantes de cadascun d'ells. La façana principal, la que donava al carrer Sant Andrés, va ser cuidada i es va procurar que els diferents edificis tinguessin un nexe comú perquè donessin una sensació de conjunt. El formigó rasejat en blanc contrastava amb els murs de mosaic blau sobre els quals se situaven els grans finestrals. Els paraments estan fets de maó vermell. La coberta de totes les edificacions, exceptuant la fosa, era plana de làmina d'aigua, molt comuna a Eibar.
El volum d'edificació, possiblement el major de la ciutat, al costat de l'estretor del carrer i la via del ferrocarril feien que es percebés una sensació d'atapeïment.
L'edifici d'oficines, situat en l'extrem més proper al centre del poble, va ser molt elaborat, prestant-se especial cura a l'entrada principal. L'entrada estava en una cantonera corba i es realitzava a través d'un gran reixat guarnit amb motius geomètrics que cap a que es percebés l'immoble com menys industrial. El nom de l'empresa es mostrava mitjançant un gran retolo de neó.
La influència de les obres de la Werbund i la Bauhaus i les de Walter Gropius i Adolf Meyer a la Fàbrica Model de la Werbund era clara.
L'interior del complex industrial creat era molt complicat. La comunicació es resolia mitjançant patis que permetien el pas entre els diferents edificis i mitjançant caixes d'escales independents que tenien una marcada verticalitat.
L'interior de les naus era diàfan amb espais separats per columnes. L'edifici d'oficines estava cuidat. En ell es van situar els despatxos de la direcció i els serveis socials. La fosa era un gran edifici la teulada del qual, a dues aigües i amb castellet de ventilació, es recolzava en cintres metàl·liques que, al seu torn, descansaven en unes grans bigues de formigó sobre columnes de secció quadrada del mateix material. La planta era rectangular dividida en diverses crugies segons les activitats que s'havien de desenvolupar.

## Alfa i Eibar
L'esperit progressista i de treball que sempre va destacar a la ciutat d'Eibar va tenir el seu major símbol en la cooperativa Alfa. La majoria del capital social, les decisions empresarials, estaven en mans dels obrers. L'estructura de serveis de tota classe que es va crear, l'èxit de la producció i la riquesa que Alfa, juntament amb les quals altres indústries eibarreses van generar, van contribuir a una explosió demogràfica que va atreure gents de tots els llocs d'Espanya i va influir, amb la seva expansió, en tot el País Basc. Es va cristal·litzar una forma de ser i d'entendre la vida i el treball.
Una tonada diu...
Egiten da bizikleta,

josteko makiña

laster egingo degu

automobila.
Fem bicicletes

màquines de cosir

i aviat farems

automòbils